# Lobocleta dativaria
Lobocleta dativaria là một loài bướm đêm trong họ Geometridae.